# Bassila
Bassila är en kommun i departementet Donga i Benin. Kommunen har en yta på 5 661 km2, och den hade 130 091 invånare år 2013.
Orter i kommunen är Aledjo-Koura, Manigri, Penessoulou och Bassila.